# لازلو بودروجي
لازلو بودروجي (بالفرنسية: László Bodrogi)‏ مواليد 11 ديسمبر 1976 في بودابست، هو دراج فرنسي سابق في صنف سباق الدراجات على الطريق وعلى المضمار. سبق أن شارك في دورة الألعاب الأولمبية الصيفية.

## وصلات خارجية
- الموقع%20الرسمي

## روابط خارجية
- لازلو بودروجي على موقع الاتحاد الدولي للدراجات (الإنجليزية)
- لازلو بودروجي على موقع أرشيف الدراجات (الإنجليزية)
- لازلو بودروجي على موقع إحصائيات الدراجات الإحترافية (الإنجليزية)
- لازلو بودروجي على موقع نسبة الدراجات (الإنجليزية)
- لازلو بودروجي على موقع CycleBase (الإنجليزية)
- لازلو بودروجي على موقع أوليمبيديا (الإنجليزية)